# For The Gambia Our Homeland
For The Gambia Our Homeland ("Para a Gâmbia Nosso Lar") é o hino nacional da Gâmbia,  cuja letra foi escrita por Virginia Julie Howe e a música composta por Jeremy Frederick Howe (baseada na tradicional música Mandinka, Foday Kaba Dumbuya). Ele foi adotado em 18 de fevereiro de 1965, após a independência.

## Letra oficial (em inglês)
For The Gambia, our homeland
We strive and work and pray,
That all may live in unity,
Freedom and peace each day.
Let justice guide our actions
Towards the common good,
And join our diverse peoples
To prove man's brotherhood.
We pledge our firm allegiance,
Our promise we renew;
Keep us, great God of nations,
To The Gambia ever true.